# Fitz-James O'Brien
Pour les articles homonymes, voir Fitz-James (homonymie).
Fitz-James O'Brien, né le 31 décembre 1828 à Cork en Irlande et mort le 6 avril 1862 à Cumberland au Maryland, est un écrivain américain.

## Biographie
Né en 1828 à Cork en Irlande, Fitz-James O'Brien fait des études au Trinity College de Dublin. Il commence une carrière de journaliste à Londres, qu'il poursuit aux États-Unis, après avoir émigré à New York, en 1852. Il collabore au Harper's New Monthly Magazine à partir de 1853, et jusqu'à sa mort. Le Harper's publie en neuf ans trente-deux poèmes et trente et une nouvelles d'O'Brien.
En 1861 O'Brien s'engage dans le 7e régiment de New York pour prendre part à la guerre civile. Il est blessé le 16 février 1862, une balle lui traversant la poitrine. O'Brien meurt le 6 avril de la même année du tétanos.

## Qu'était-ce?
Qu'était-ce ? (en anglais What Was It?) est une nouvelle fantastique publiée par le Harper's en mars 1859. L'histoire est celle de la confrontation, dans une demeure qui a la réputation d'être hantée, entre le narrateur et un « Quelque Chose » (en anglais « A Something »). O'Brien y est l'un des premiers à traiter du thème de la créature invisible (le premier fut Samuel Warren (écrivain) en 1831 dans sa nouvelle Un spectre envahissant mettant en scène le premier détective de l'occulte, le Dr*) , repris plus tard par Guy de Maupassant dans Le Horla ou Ambrose Bierce dans La Chose infernale.

## Œuvres

### Traduction
- Qu'était-ce ?, trad. Richard Scholar et Guillaume Pigeard de Gurbert, Actes Sud, coll. « Babel », 1998